# 真室川町立真室川あさひ小学校
真室川町立真室川あさひ小学校（まむろがわちょうりつ まむろがわあさひしょうがっこう）は、山形県最上郡真室川町大字大沢にある公立小学校。

## 沿革
出典
- 2012年（平成24年）4月 - 安楽城・差首鍋・平枝の3校が統合し、開校。
- 2016年（平成28年） - 校舎のバリアフリー化工事。
- 2024年（令和6年）7月 - 記録的大雨により、付近の川が溢れ、グランドや駐車場が浸水したほか、学区内の一部児童が被災した[2]。

## 学校教育目標
（あ）いされ（自尊感情の醸成）（さ） さえあい（共生の心を育成）
（ひ） とみ輝く（学びの充実）あさひっ子の育成

## 通学区域と進学先中学校
出典

### 通学区域
- 大字差首鍋（さすなべ）（全域）
- 大字大沢（川舟沢・小又・蟻喰（ありばみ）を除く）

### 進学先中学校
- 真室川町立真室川中学校

## 周辺
- 山形県道322号砂子沢小又釜渕線
  - 国道344号線
- 鮭川

## アクセス
- 真室川町コミュニティバス「高坂線」で、「砂子沢」停留所下車後、
  - 真室川駅経由真室川病院行のりばから、徒歩約380m・約6分。
  - 高坂行のりばから、徒歩約380m・約6分。
- JR東日本奥羽本線真室川駅から、
  - 車で約6.3km・約13分。
  - 上述の真室川町コミュニティバス「高坂線」に乗車し9分、「砂子沢」停留所下車後、徒歩。